# Fátima Gálvez

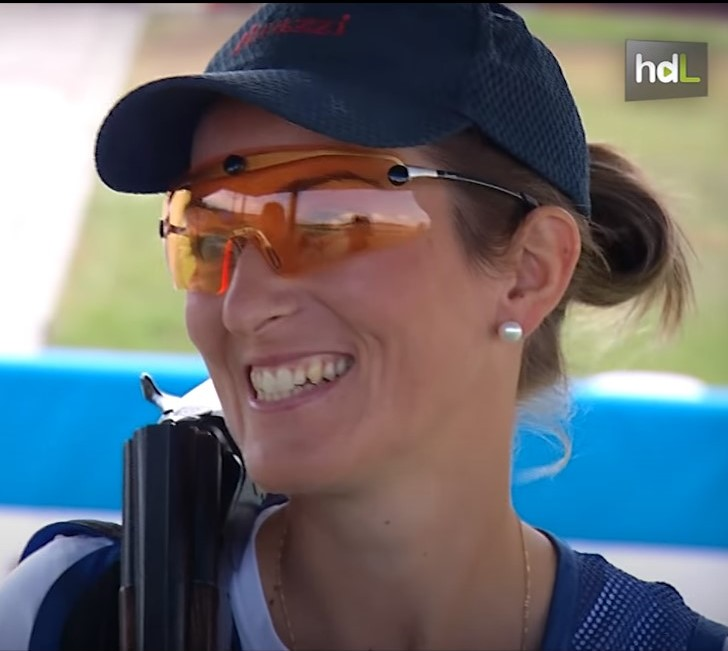
Fátima Gálvez

Fátima Gálvez Marín, född 19 januari 1987 i Baena i Córdoba, är en spansk sportskytt.
Hon blev olympisk guldmedaljör i trap vid sommarspelen 2020 i Tokyo.